# 尼雅乡
尼雅乡（維吾爾語：نىيە يېزىسى‎，拉丁维文：Niye Yëzisi），是中华人民共和国新疆维吾尔自治区和田地區民丰县下辖的一个乡镇级行政单位。

## 行政区划
尼雅乡下辖以下地区：
托皮买里斯村、纳喀西买里斯村、合里其买里斯村、萨依吾斯塘村、奇木勒克吾斯塘村、阿克墩村和喀帕克阿斯干村。